# サクラ・ジェネシス
SAKURA GENESIS（サクラ・ジェネシス）は、新日本プロレスが主催するプロレス興行。また、同興行を扱うPPVの名称である。
2016年まではINVASION ATTACK（インベージョン・アタック）の名称で開催されていたが、2017年より改称された。

## 概要
2009年を最後に途切れていた春の両国国技館大会を2013年に復活させたもので、以降毎年4月の上旬に両国国技館で開催されるビッグマッチである。「春の両国決戦」とも称される。NEW JAPAN CUP優勝者によるタイトル挑戦試合は本大会でのメインイベントで行われるのが通例である。

## 試合結果

### 2013年
| 第1試合 60分1本勝負 ■ IWGPジュニアタッグ選手権試合                                  |                                                   |                                             |
| ○KUSHIDA アレックス・シェリー (第34代王者組)                                        | 10分42秒 ジャパニーズレッグロールクラッチホールド | プリンス・デヴィット 田口隆祐● (挑戦者組)   |
| ※王者組が3度目の防衛に成功                                                          |                                                   |                                             |
| 第2試合 20分1本勝負 ■ スペシャル8人タッグマッチ                                     |                                                   |                                             |
| 天山広吉 ○中西学 スーパー・ストロング・マシン 曙                                    | 10分00秒 上からドン！ →片エビ固め                 | 飯塚高史 石井智宏 YOSHI-HASHI● ボブ・サップ |
| 第3試合 60分1本勝負 ■ CMLL世界タッグ選手権試合                                      |                                                   |                                             |
| ○テリブレ タマ・トンガ (第33代王者組)                                               | 08分57秒 ヌカドール・アルト・テリブレ →エビ固め   | ラ・マスカラ バリエンテ● (挑戦者組)         |
| ※王者組が2度目の防衛に成功                                                          |                                                   |                                             |
| 第4試合 30分1本勝負 ■ スペシャルタッグマッチ                                        |                                                   |                                             |
| 真壁刀義 ●本間朋晃                                                                  | 10分41秒 スライディングD →片エビ固め              | 田中将斗○ 高橋裕二郎                        |
| 第5試合 30分1本勝負 ■ スペシャルシングルマッチ                                      |                                                   |                                             |
| ●矢野通                                                                             | 10分09秒 ゴッチ式パイルドライバー →片エビ固め     | 鈴木みのる○                                 |
| 第6試合 30分1本勝負 ■ スペシャルタッグマッチ                                        |                                                   |                                             |
| ○永田裕志 後藤洋央紀                                                                | 11分32秒 レフェリーストップ                       | 桜庭和志● 柴田勝頼                          |
| 第7試合 60分1本勝負 ■ トリプルメインイベントI NWA世界ヘビー級選手権試合             |                                                   |                                             |
| ○ロブ・コンウェイ (第124代王者)                                                     | 14分24秒 エゴ・トリップ →片エビ固め               | 小島聡● (挑戦者)                            |
| ※王者が初防衛に成功                                                                 |                                                   |                                             |
| 第8試合 60分1本勝負 ■ トリプルメインイベントII IWGPインターコンチネンタル選手権試合 |                                                   |                                             |
| ○中邑真輔 (第4代王者)                                                               | 18分04秒 ボマイェ →片エビ固め                     | デイビーボーイ・スミスJr.● (挑戦者)         |
| ※王者が7度目の防衛に成功                                                            |                                                   |                                             |
| 第9試合 60分1本勝負 ■ トリプルメインイベントIII IWGPヘビー級選手権試合              |                                                   |                                             |
| ●棚橋弘至 (第58代王者)                                                              | 31分41秒 レインメーカー →片エビ固め               | オカダ・カズチカ○ (挑戦者)                  |
| ※挑戦者が第59代王者となる                                                           |                                                   |                                             |

### 2014年
| 第1試合 60分1本勝負 ■ IWGPジュニアタッグ選手権試合 |                                                 |                                            |
| ○マット・ジャクソン ニック・ジャクソン (第37代王者組) | 11分47秒 モアバング4ユアバック →片エビ固め      | 飯伏幸太 エル・デスペラード● (挑戦者組)    |
| ※王者組が3度目の防衛に成功 |                                                 |                                            |
| 第2試合 60分1本勝負 ■ スペシャル6人タッグマッチ |                                                 |                                            |
| 真壁刀義 永田裕志 ○桜庭和志 | 09分39秒 サクラバロック                         | 鈴木みのる TAKAみちのく タイチ●            |
| 第3試合 60分1本勝負 ■ NWA世界タッグ選手権試合 |                                                 |                                            |
| ロブ・コンウェイ ●ジャックス・ダン (第74代王者組) | 10分36秒 ムーンサルトプレス →体固め             | 天山広吉○ 小島聡 (挑戦者組)                |
| ※挑戦者組が第75代王者組となる |                                                 |                                            |
| 第4試合 30分1本勝負 ■ プロレスvs柔術 異種格闘技戦 |                                                 |                                            |
| 矢野通 ●飯塚高史 | 06分56秒 ヒザ十字固め                           | ダニエル・グレイシー○ ホーレス・グレイシー |
| ※通常のプロレスルールに加えて、 - オープンフィンガー・グローブを着用してのパンチ攻撃は有効 - チョークスリーパー及び道着着用の場合のみ、道着を使用しての締め技は有効とする |                                                 |                                            |
| 第5試合 30分1本勝負 ■ スペシャルシングルマッチ |                                                 |                                            |
| ○田口隆祐 | 12分03秒 どどん・ジ・エンド →片エビ固め         | プリンス・デヴィット●                      |
| 第6試合 30分1本勝負 ■ スペシャルタッグマッチ |                                                 |                                            |
| ○オカダ・カズチカ YOSHI-HASHI | 08分43秒 レインメーカー →片エビ固め             | バッドラック・ファレ タマ・トンガ●         |
| 第7試合 60分1本勝負 ■ NEVER無差別級選手権試合 |                                                 |                                            |
| ○石井智宏 (第3代王者) | 17分45秒 垂直落下式ブレーンバスター →片エビ固め | 内藤哲也● (挑戦者)                         |
| ※王者が初防衛に成功 |                                                 |                                            |
| 第8試合 60分1本勝負 ■ IWGPタッグ選手権試合 |                                                 |                                            |
| カール・アンダーソン ○ドク・ギャローズ (第64代王者組) | 18分31秒 マジックキラー →エビ固め               | 後藤洋央紀● 柴田勝頼 (挑戦者組)            |
| ※王者組が2度目の防衛に成功 |                                                 |                                            |
| 第9試合 60分1本勝負 ■ IWGPインターコンチネンタル選手権試合 |                                                 |                                            |
| ●棚橋弘至 (第7代王者) | 26分49秒 ボマイェ →片エビ固め                   | 中邑真輔○ (挑戦者)                         |
| ※挑戦者が第8代王者となる |                                                 |                                            |

### 2015年
| 第1試合 20分1本勝負                                                        |                                                     |                                                                      |
| 永田裕志 キャプテン・ニュージャパン KUSHIDA ○アレックス・シェリー 小松洋平 | 08分14秒 オートマティック・ミッドナイト →片エビ固め | 中西学 獣神サンダー・ライガー タイガーマスク 田口隆祐 田中翔●        |
| 第2試合 20分1本勝負                                                        |                                                     |                                                                      |
| 天山広吉 小島聡 ○本間朋晃                                                  | 09分16秒 こけし →片エビ固め                         | 高橋裕二郎 タマ・トンガ コーディ・ホール●                            |
| 第3試合 60分1本勝負 ■ IWGPジュニアタッグ選手権試合                         |                                                     |                                                                      |
| ●マット・ジャクソン ニック・ジャクソン (第40代王者組)                      | 12分33秒 ストロング・ゼロ →片エビ固め               | ロッキー・ロメロ○ バレッタ (挑戦者組)                                |
| ※挑戦者組が第41代王者となる                                                |                                                     |                                                                      |
| 第4試合 60分1本勝負 ■ IWGPジュニアヘビー級選手権試合                       |                                                     |                                                                      |
| ○ケニー・オメガ (第70代王者)                                               | 12分55秒 片翼の天使 →片エビ固め                     | マスカラ・ドラダ● (挑戦者)                                           |
| ※王者が2度目の防衛に成功                                                   |                                                     |                                                                      |
| 第5試合 60分1本勝負 ■ IWGPタッグ選手権試合                                 |                                                     |                                                                      |
| ●カール・アンダーソン ドク・ギャローズ (第66代王者組)                      | 09分41秒 ヘルメリー →片エビ固め                     | マット・ターバン○ マイケル・ベネット WITHマリア・ケネリス (挑戦者組) |
| ※挑戦者組が第67代王者となる                                                |                                                     |                                                                      |
| 第6試合 30分1本勝負 ■ スペシャル6人タッグマッチ                            |                                                     |                                                                      |
| 真壁刀義 ○後藤洋央紀 内藤哲也                                              | 13分49秒 昇天・改 →エビ固め                         | 中邑真輔● 石井智宏 YOSHI-HASHI                                       |
| 第7試合 30分1本勝負 ■ スペシャルタッグマッチ                               |                                                     |                                                                      |
| 棚橋弘至 ●柴田勝頼                                                         | 10分51秒 サクラバロック                             | 矢野通 桜庭和志○                                                     |
| 第8試合 30分1本勝負 ■ スペシャルシングルマッチ                             |                                                     |                                                                      |
| ○オカダ・カズチカ                                                          | 15分59秒 レインメーカー →片エビ固め                 | バッドラック・ファレ●                                                |
| 第9試合 60分1本勝負 ■ IWGPヘビー級選手権試合                               |                                                     |                                                                      |
| ○AJスタイルズ (第62代王者)                                                 | 27分01秒 スタイルズクラッシュ →エビ固め             | 飯伏幸太● (挑戦者)                                                   |
| ※王者が初防衛に成功                                                        |                                                     |                                                                      |

### 2016年
| 第1試合 20分1本勝負                                                   |                                             |                                                  |
| 田口隆祐 ●ジュース・ロビンソン                                        | 03分45秒 バッドラックフォール →体固め       | バッドラック・ファレ○ 高橋裕二郎                 |
| 第2試合 20分1本勝負                                                   |                                             |                                                  |
| ○永田裕志 小島聡 獣神サンダー・ライガー                               | 07分06秒 バックドロップ・ホールド           | 矢野通 桜庭和志 YOSHI-HASHI●                     |
| 第3試合 20分1本勝負                                                   |                                             |                                                  |
| ○石井智宏 後藤洋央紀                                                  | 10分36秒 スライディングラリアット →エビ固め | EVIL BUSHI●                                      |
| 第4試合 60分1本勝負 ■ IWGPジュニアタッグ選手権試合                    |                                             |                                                  |
| ●リコシェ マット・サイダル (第45代王者組)                             | 15分48秒 ストロング・ゼロ →エビ固め         | ロッキー・ロメロ○ バレッタ (挑戦者組)            |
| ※挑戦者組が第46代王者組となる                                         |                                             |                                                  |
| 第5試合 60分1本勝負 ■ IWGPジュニアヘビー級選手権試合                  |                                             |                                                  |
| ○KUSHIDA (第73代王者)                                                 | 15分07秒 ホバーボードロック                 | ウィル・オスプレイ● (挑戦者)                     |
| ※王者が3度目の防衛に成功                                              |                                             |                                                  |
| 第6試合 60分1本勝負 ■ NEVER無差別級6人タッグ選手権試合 ヨシタツ復帰戦 |                                             |                                                  |
| ケニー・オメガ マット・ジャクソン ●ニック・ジャクソン (第4代王者組)   | 14分46秒 雪崩式合体エルガンボム →エビ固め   | 棚橋弘至 マイケル・エルガン○ ヨシタツ (挑戦者組) |
| ※挑戦者組が第5代王者組となる                                          |                                             |                                                  |
| 第7試合 60分1本勝負 ■ NEVER無差別級選手権試合                         |                                             |                                                  |
| ○柴田勝頼 (第10代王者)                                                | 10分47秒 PK →片エビ固め                     | 天山広吉● (挑戦者)                               |
| ※王者が3度目の防衛に成功                                              |                                             |                                                  |
| 第8試合 60分1本勝負 ■ IWGPタッグ選手権試合                            |                                             |                                                  |
| 真壁刀義 ●本間朋晃 (第69代王者組)                                     | 16分54秒 ゲリラ・ウォーフェア →片エビ固め   | タマ・トンガ○ タンガ・ロア (挑戦者組)            |
| ※挑戦者組が第70代王者組となる                                         |                                             |                                                  |
| 第9試合 60分1本勝負 ■ IWGPヘビー級選手権試合                          |                                             |                                                  |
| ●オカダ・カズチカ (第63代王者)                                        | 28分50秒 デスティーノ →片エビ固め           | 内藤哲也○ (挑戦者)                               |
| ※挑戦者が第64代王者となる                                             |                                             |                                                  |

### 2017年
| 第0試合 15分1本勝負                                  |                                         |                                                            |
| 中西学 獣神サンダー・ライガー ○デビッド・フィンレー  | 07分00秒 Prima Nocta →エビ固め          | 川人拓来 岡倫之 北村克哉●                                  |
| 第1試合 20分1本勝負                                  |                                         |                                                            |
| 真壁刀義 永田裕志 タイガーマスクW ●タイガーマスク    | 08分40秒 ガン・スタン →エビ固め         | タマ・トンガ○ タンガ・ロア 高橋裕二郎 チェーズ・オーエンズ |
| 第2試合 20分1本勝負                                  |                                         |                                                            |
| ○YOSHI-HASHI ロッキー・ロメロ バレッタ               | 06分50秒 カルマ →エビ固め               | 鈴木みのる エル・デスペラード TAKAみちのく●                |
| 第3試合 60分1本勝負 ■ IWGPジュニアタッグ選手権試合   |                                         |                                                            |
| ○金丸義信 タイチ (第50代王者組)                      | 10分26秒 ディープインパクト →片エビ固め | 外道 邪道● (挑戦者組)                                      |
| ※王者組が初防衛に成功                                |                                         |                                                            |
| 第4試合 30分1本勝負                                  |                                         |                                                            |
| ●石井智宏 矢野通                                     | 10分15秒 片翼の天使 →片エビ固め         | ケニー・オメガ○ バッドラック・ファレ                       |
| 第5試合 30分1本勝負                                  |                                         |                                                            |
| 棚橋弘至 ○ジュース・ロビンソン 田口隆祐 リコシェ     | 11分30秒 パルプフリクション →片エビ固め | 内藤哲也● SANADA EVIL BUSHI                                |
| 第6試合 60分1本勝負 ■ IWGPタッグ選手権試合           |                                         |                                                            |
| 天山広吉 ●小島聡 (第74代王者組)                      | 14分06秒 フォールアウト →エビ固め       | レイモンド・ロウ○ ハンソン (挑戦者組)                      |
| ※挑戦者組が第75代王者組となる                        |                                         |                                                            |
| 第7試合 60分1本勝負 ■ NEVER無差別級選手権試合        |                                         |                                                            |
| ○後藤洋央紀 (第13代王者)                             | 16分16秒 GTR →片エビ固め                | ザック・セイバーJr.● (挑戦者)                              |
| ※王者が3度目の防衛に成功                             |                                         |                                                            |
| 第8試合 60分1本勝負 ■ IWGPジュニアヘビー級選手権試合 |                                         |                                                            |
| ○高橋ヒロム (第76代王者)                             | 01分56秒 TIME BOMB →体固め              | KUSHIDA● (挑戦者)                                          |
| ※王者が3度目の防衛に成功                             |                                         |                                                            |
| 第9試合 60分1本勝負 ■ IWGPヘビー級選手権試合         |                                         |                                                            |
| ○オカダ・カズチカ (第65代王者)                       | 38分09秒 レインメーカー →片エビ固め     | 柴田勝頼● (挑戦者)                                         |
| ※王者が4度目の防衛に成功                             |                                         |                                                            |

### 2018年
| 第1試合 20分1本勝負                                                                                       |                                       |                                                          |
| 高橋裕二郎 ●チェーズ・オーエンズ                                                                          | 09分23秒 シャープシューター           | マット・ジャクソン○ ニック・ジャクソン                   |
| 第2試合 20分1本勝負                                                                                       |                                       |                                                          |
| 石井智宏 ○矢野通                                                                                          | 07分42秒 横入り式エビ固め             | 飯塚高史● タイチ                                         |
| 第3試合 60分1本勝負 ■ NEVER無差別級6人タッグ選手権試合                                                    |                                       |                                                          |
| ○バッドラック・ファレ タマ・トンガ タンガ・ロア (第16代王者組)                                            | 11分20秒 ガン・スタン →片エビ固め     | 真壁刀義 マイケル・エルガン 田口隆祐● (挑戦者組)         |
| ※王者組が3度目の防衛に成功                                                                                |                                       |                                                          |
| 第4試合 30分1本勝負 スペシャル6人タッグマッチ                                                             |                                       |                                                          |
| ○棚橋弘至 ジュース・ロビンソン デビッド・フィンレー                                                       | 09分18秒 ハイフライフロー →片エビ固め | 後藤洋央紀 ジェイ・ホワイト YOSHI-HASHI●                 |
| 第5試合 30分1本勝負 スペシャル6人タッグマッチ                                                             |                                       |                                                          |
| 内藤哲也 ●EVIL SANADA                                                                                     | 11分27秒 キラーボム →エビ固め         | 鈴木みのる ランス・アーチャー○ デイビーボーイ・スミスJr. |
| 第6試合 60分1本勝負 ■ IWGPジュニアタッグ選手権試合 3WAYマッチ                                             |                                       |                                                          |
| 金丸義信 ○エル・デスペラード (第57代王者組)                                                               | 12分45秒 ピンチェ・ロコ →体固め       | YOH SHO● (挑戦者組) BUSHI 高橋ヒロム (挑戦者組)          |
| ※王者組が初防衛に成功 ※3チーム同時に通常のタッグマッチを行い、いずれかの1チームが勝利した時点で決着とする |                                       |                                                          |
| 第7試合 60分1本勝負 ■ IWGPジュニアヘビー級選手権試合                                                      |                                       |                                                          |
| ○ウィル・オスプレイ (第80代王者)                                                                          | 30分44秒 オスカッター →片エビ固め     | マーティ・スカル● (挑戦者)                               |
| ※王者が2度目の防衛に成功                                                                                  |                                       |                                                          |
| 第8試合 30分1本勝負 スペシャルタッグマッチ                                                                |                                       |                                                          |
| ケニー・オメガ ●飯伏幸太                                                                                  | 23分52秒 横入り式エビ固め             | Cody○ ハングマン・ペイジ                                 |
| 第9試合 60分1本勝負 ■ IWGPヘビー級選手権試合                                                              |                                       |                                                          |
| ○オカダ・カズチカ (第65代王者)                                                                            | 34分58秒 レインメーカー →エビ固め     | ザック・セイバーJr.● (挑戦者)                            |
| ※王者が11度目の防衛に成功                                                                                 |                                       |                                                          |

### 2021年
| 第1試合 20分1本勝負                                      |                                        |                                                       |
| DOUKI ○ザック・セイバーJr. タイチ                        | 10分10秒 ヨーロピアンクラッチ          | 邪道 タンガ・ロア● タマ・トンガ                       |
| 第2試合 30分1本勝負                                      |                                        |                                                       |
| YOSHI-HASHI 石井智宏 後藤洋央紀 ○矢野通 オカダ・カズチカ | 11分37秒 裏霞                          | ディック東郷● 石森太二 高橋裕二郎 KENTA EVIL          |
| 第3試合 30分1本勝負                                      |                                        |                                                       |
| 鷹木信悟 ●SANADA 内藤哲也                                | 09分51秒 streets of Rage→体固め        | アーロン・ヘナーレ○ ジェフ・コブ グレート-O-カーン    |
| 第4試合 30分1本勝負                                      |                                        |                                                       |
| 小島聡 ○棚橋弘至                                         | 10分05秒 ハイフライフロー→片エビ固め   | バッドラック・ファレ● ジェイ・ホワイト                |
| 第5試合 60分1本勝負 ■ IWGPジュニアタッグ選手権試合       |                                        |                                                       |
| ●金丸義信 エル・デスペラード (第64代王者組)              | 20分48秒 DIRECT DRIVE→エビ固め         | YOH○ SHO (挑戦者組)                                   |
| ※挑戦者組が第65代王者組となる。                          |                                        |                                                       |
| 第6試合 60分1本勝負 ■ IWGP世界ヘビー級選手権試合         |                                        |                                                       |
| ●飯伏幸太 (初代王者)                                     | 30分13秒 ストームブレイカー→片エビ固め | ウィル・オスプレイ○ (挑戦者／NEW JAPAN CUP2021優勝者) |
| ※挑戦者が第2代王者となる                                 |                                        |                                                       |

### 2022年
新日本プロレス50周年特別興行のため開催無し
同時期、同会場で行われたHYPER BATTLE'22を参照。

### 2023年
| 第1試合 ■新日ちゃんぴおん。グランプリ獲得記念特別試合 6人タッグマッチ                     |                                                 |                                                   |
| YOH エル・デスペラード ●棚橋弘至                                                          | 13分10秒 横入り式エビ固め                       | グレート-O-カーン 矢野通○ 鈴木みのる              |
| ※出場選手は入場曲を持って発表とする。                                                     |                                                 |                                                   |
| 第2試合 20分1本勝負                                                                       |                                                 |                                                   |
| フランシスコ・アキラ アーロン・ヘナーレ ○ジェフ・コブ                                     | 8分01秒 ツアー・オブ・ジ・アイランド→片エビ固め | SHO● 高橋裕二郎 EVIL                              |
| 第3試合 20分1本勝負                                                                       |                                                 |                                                   |
| ●BUSHI 鷹木信悟 内藤哲也                                                                  | 9分20秒 足4の字固め                             | DOUKI 金丸義信○ タイチ                            |
| 第4試合 20分1本勝負                                                                       |                                                 |                                                   |
| ●マスター・ワト ヒクレオ タマ・トンガ                                                     | 8分46秒 CR II→片エビ固め                        | エル・ファンタズモ○ KENTA デビッド・フィンレー    |
| 第5試合 60分1本勝負 ■IWGP女子選手権試合 3WAYマッチ                                        |                                                 |                                                   |
| ○メルセデス・モネ (第2代IWGP女子王者)                                                     | 13分53秒 モネメーカー→片エビ固め                | AZM● (挑戦者) 葉月 (挑戦者)                       |
| ※王者が初防衛に成功。 ※3選手同時に試合を行い、いずれかの1選手が勝利した時点で決着とする。 |                                                 |                                                   |
| 第6試合 15分1本勝負 ■NJPW WORLD認定TV選手権試合                                           |                                                 |                                                   |
| ○ザック・セイバーJr. (初代NJPW WORLD認定TV王者)                                           | 13分35秒 ジャックナイフ式エビ固め               | 海野翔太● (挑戦者)                                |
| ※王者が4度目の防衛に成功。                                                                |                                                 |                                                   |
| 第7試合 60分1本勝負 ■ IWGPタッグ選手権試合                                                |                                                 |                                                   |
| YOSHI-HASHI ●後藤洋央紀 (第97代IWGPタッグ王者組)                                          | 15分30秒 コリオリス→片エビ固め                  | カイル・フレッチャー○ マーク・デイビス (挑戦者組) |
| ※王者組が3度目の防衛に失敗、挑戦者組が第98代王者組となる。                                |                                                 |                                                   |
| 第8試合 60分1本勝負 ■IWGPジュニアヘビー級選手権試合                                       |                                                 |                                                   |
| ○高橋ヒロム (第93代IWGPジュニアヘビー級王者)                                              | 21分12秒 TIME BOMB II→片エビ固め                | ロビー・イーグルス● (挑戦者)                      |
| ※王者が3度目の防衛に成功。                                                                |                                                 |                                                   |
| 第9試合 60分1本勝負 ■IWGP世界ヘビー級選手権試合                                           |                                                 |                                                   |
| ●オカダ・カズチカ (第6代IWGP世界ヘビー級王者)                                             | 26分58秒 デッドフォール→体固め                  | SANADA○ (挑戦者/NEW JAPAN CUP2023優勝者)          |
| ※王者が3度目の防衛に失敗、挑戦者が第7代王者となる。                                       |                                                 |                                                   |